# Palaua inconspicua
Palaua inconspicua là một loài thực vật có hoa trong họ Cẩm quỳ. Loài này được I.M. Johnst. mô tả khoa học đầu tiên năm 1929.